# Orisberg

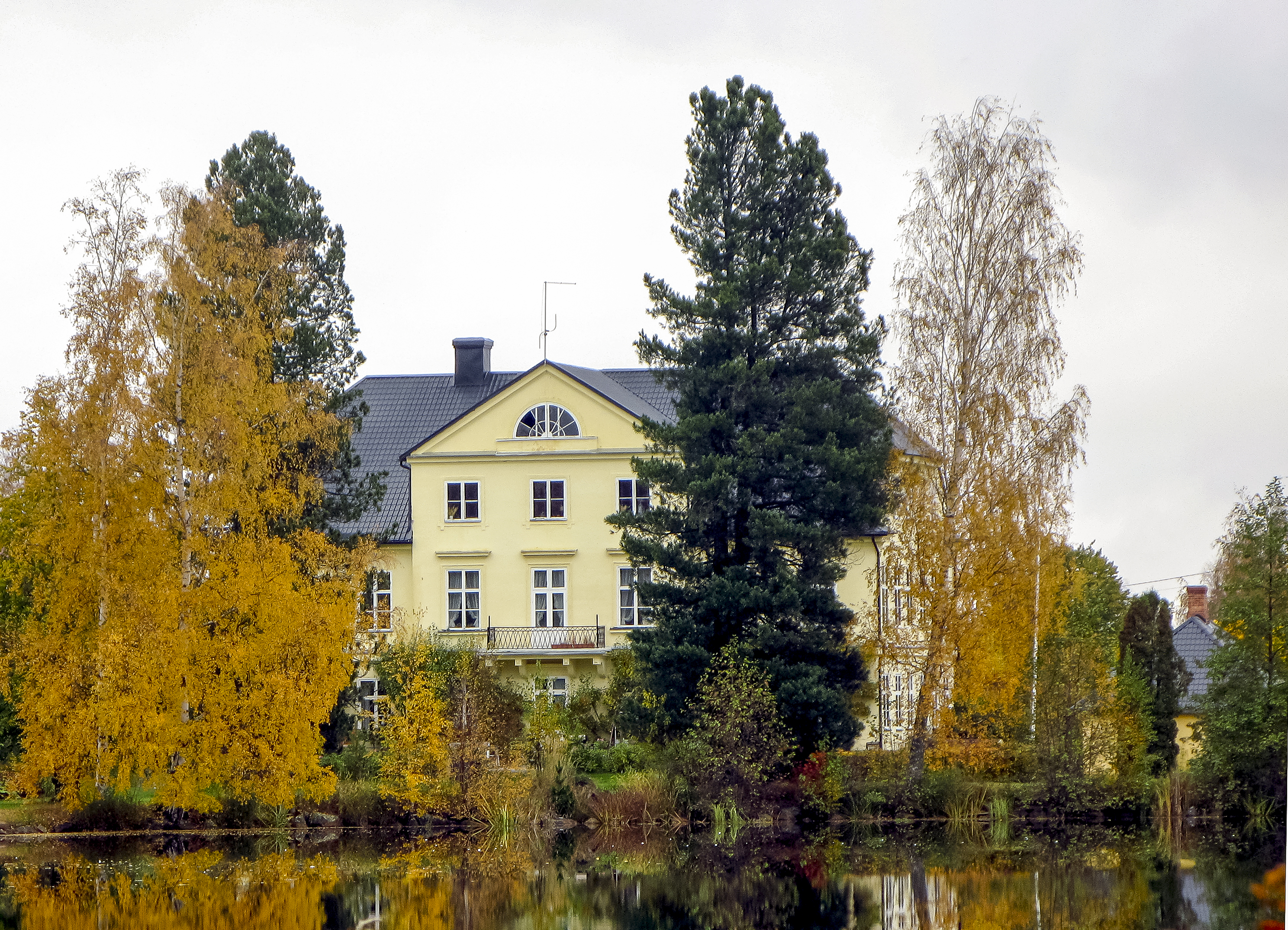
Orisberg herrgård.

Orisberg är ett gods i Storkyro kommun, Finland.
På Orisberg grundades 1676 det första järnbruket i Österbotten. Bruket förde först en tynande tillvaro och låg övergivet efter stora ofreden. Bland ägarna kan nämnas landshövding Gustaf Abraham Piper, ryttmästare John Jennings och brukspatron Robert Finlay.
Stockholmsköpmannen Bengt Magnus Björkman köpte järnbruket år 1783.
Själva bruket lades ned år 1900 men godset ägs fortfarande av Björkmans efterkommande (med namnet Björkenheim).
Godsägaren Edvard Björkenheims första år på bruket beskrevs i sommarteatern Grand Old Orisberg 2022–2023.